# Côme Clausse de Marchaumont
Côme Clausse de Marchaumont (né vers 1548 - mort le 1er avril 1624) est un ecclésiastique qui fut évêque de Châlons de 1574 à 1624.

## Biographie
Côme Clausse de Marchaumont est le 4e fils de Côme Clausse et de Marie, sœur de l'évêque Jérôme Burgensis après qui il est pourvu en commende de l'abbaye Saint-Pierre-aux-Monts. En 1574, il succède à son frère Nicolas comme évêque de Châlons, fonction dont ce dernier avait également hérité de leur oncle maternel. Il est consacré en 1575 par Nicolas Psaume, l'évêque de Verdun.
Au cours de son long épiscopat d'un demi-siècle, il assiste au sacre de Henri III en 1575 et à celui de Louis XIII en 1610. Il accueille à Châlons les Récollets et les Jésuites en 1613. Le 28 avril 1608, il s'adjoint comme coadjuteur son propre neveu Henri Clausse de Fleury qui est nommé évêque titulaire d'Auzia en Mauritanie Césarienne. À sa mort le 1er avril 1624, son neveu lui succède continuant ainsi la véritable dynastie ecclésiastique qui régit Châlons depuis le milieu du siècle précédent.